# Muzeum Kamieni i Minerałów w Stroniu Śląskim
Muzeum Kamieni i Minerałów w Stroniu Śląskim – prywatne muzeum z siedzibą w Stroniu Śląskim. Placówka jest przedsięwzięciem rodziny Kluzów.
W ramach muzealnej wystawy prezentowana jest kolekcja minerałów, pochodzących z całego świata oraz przedmioty z nich wykonane (m.in. szachy). Przy muzeum działa punkt sprzedaży, oferujący m.in. biżuterię oraz przedmioty zdobione kamieniami ozdobnymi
Muzeum jest czynne codziennie, z wyjątkiem poniedziałków i czwartków. Wstęp jest płatny. 